# Tibetanska antilopa
Tibetanska antilopa (lat. Pantholops hodgsonii), vrsta šupljorošca iz potporodice kozolikih antilopa. Vrsta raširena na platou Tibeta, Xinjiangu, Sichuanu, te u Indiji (Jammu i Kashmir); u Nepalu je nestala. 
Godine 2016. njihov broj je u porastu, a računa se da ih ima između 100.000 i 150.000

## Vanjske poveznice
|  | Zajednički poslužitelj ima još gradiva o temi Pantholops hodgsonii |
|  | Wikivrste imaju podatke o taksonu Pantholops hodgsonii             |